# Liste de peintures d'Hubert Robert
Liste de peintures d'Hubert Robert (1733-1808), peintre français du XVIIIe siècle.
Nota Bene : les titres en italique renvoient vers la fiche Wikidata, les autres vers les pages existantes. 

## Peinture
| Image | Titre | Date                       | Technique                                              | Collection                                                         | Référence                             |
| --- | --- | -------------------------- | ------------------------------------------------------ | ------------------------------------------------------------------ | ------------------------------------- |
| | Peintre dessinant le pont en bois du parc de Méréville                                                                                         | 1750s                      | huile sur toile 65 × 81 cm                             | Nationalmuseum, Stockholm                                          | Musée                                 |
| | Vue du parc de Méréville | 1750s                      | huile sur toile 65 × 81 cm                             | Nationalmuseum, Stockholm                                          | Musée                                 |
| | L'Épave | 1750s                      | peinture à l'huile toile                               | Worcester Art Museum                                               | Holy Cross College                    |
| | Farandole au milieu de monuments égyptiens | 1750s                      | huile sur toile                                        | musée d'art classique de Mougins                                   | Google art                            |
| | Scène au puits | 1750s                      | huile sur toile 50 × 63 cm                             | Department of National Heritage Pologne                            | Catalogue                             |
| | Fontaine sur la terrasse d'un palais | 1750s                      | huile sur toile 28 × 40 cm                             | Residenzgalerie, Salzbourg                                         | Musée                                 |
| | Parc italien | 1750s                      | peinture à l'huile bois                                | musée Calouste-Gulbenkian                                          |                                       |
| | Paysage avec un temple en ruine et des personnes écoutant un orateur                                                                           | 1750s                      | peinture à l'huile toile                               | collection particulière                                            |                                       |
| | Aqueduc en ruines | 1750s                      | huile sur toile 82 × 135 cm                            | Metropolitan Museum, New York                                      | Musée                                 |
| | Pont sur une Cascade | 1750s                      | huile sur toile 81 × 137 cm                            | Metropolitan Museum, New York                                      | Musée                                 |
| | Ruines à Nîmes, Orange et Saint-Rémy-de-Provence                                                                                               | 1750s                      | huile sur toile 117 × 174 cm                           | Gemäldegalerie (Berlin)                                            | Musée                                 |
| | Blanchisseuses sous un pont | 1750s                      | huile sur toile 25 × 33 cm                             | Alte Pinakothek, Munich                                            | Musée                                 |
| | Arches en ruines | 1750s                      | huile sur toile 59 × 156 cm                            | Metropolitan Museum, New York                                      | Musée                                 |
| | Colonnade en ruines | 1750s                      | huile sur toile 58 × 155 cm                            | Metropolitan Museum, New York                                      | Musée                                 |
| | Personnages dans une crypte | 1750s                      | huile sur toile 54 × 64 cm                             | collection particulière Vente Sotheby's 2015                       | Catalogue Sotheby's                   |
| | Cascade sous un pont en ruine | 1750s                      | peinture à l'huile toile                               | musée des beaux-arts de Tours                                      |                                       |
| | Alexandre le Grand devant le tombeau d'Achille                                                                                                 | vers 1754                  | huile sur toile 73 × 91 cm                             | Musée du Louvre                                                    | Base Atlas                            |
| | Ruines d'un ancien arc de triomphe | vers 1758                  | huile sur toile 97 × 64 cm                             | musée de l'Ermitage                                                | Musée                                 |
| | Caprice | vers 1759                  | huile sur toile 61 x 73 cm                             | National Museum of Fine Arts, La Valette                           | Base Europeana                        |
| | Intérieur du Colisée | vers 1759                  | huile sur toile 25 × 32 cm                             | Musée du Louvre, Paris                                             | Base Atlas                            |
| | Le Christ chassant les marchands du Temple | vers 1760                  | huile sur toile 99 × 79 cm                             | Gemäldegalerie (Berlin)                                            | Musée                                 |
| | L'Atelier de l'artiste | 1760                       | huile sur toile 24 × 34 cm                             | Musée Städel                                                       | Musée                                 |
| | Intérieur paysan | 1760s                      | peinture à l'huile toile                               |                                                                    |                                       |
| | Un ermite priant dans les ruines d'un temple romain                                                                                            | vers 1760                  | huile sur toile 58 × 70 cm                             | J. Paul Getty Museum Los Angeles                                   | Musée                                 |
| | Capriccio de ruines classiques avec pyramide                                                                                                   | vers 1760                  | huile sur toile 96 × 131 cm                            | Chazen Museum of Art Université du Wisconsin à Madison             | Musée                                 |
| | Ruines romaines | 1760s                      | peinture à l'huile toile                               | Worcester Art Museum                                               |                                       |
| | Lavandières dans les ruines du Colisée | vers 1760                  | huile sur toile 45 × 58 cm                             | Brooklyn Museum, New York                                          | Musée                                 |
| | Laveuses dans les ruines | 1760                       | huile sur toile 72 × 88 cm                             | Musée de l'Ermitage, Saint-Petersbourg                             | Musée                                 |
| | Villa Madama près de Rome | 1760                       | huile sur toile 96,5 × 134,5 cm                        | Musée de l'Ermitage, Saint-Pétersbourg                             |                                       |
| | Le Vieux pont | vers 1760                  | huile sur toile 76 × 100 cm                            | Yale University Art Gallery                                        | Musée                                 |
| | Orateur romain dit Orateur en prison | vers 1760                  | huile sur toile 48 × 38 cm                             | Nationalmuseum, Stockholm                                          | Musée                                 |
| | Écurie dans les ruines de la Villa Julia | 1760-1761                  | huile sur toile 38 × 48 cm                             | Musée de l'Ermitage, Saint-Petersbourg                             | Musée                                 |
| | Le Colisée | 1762-1763                  | huile sur toile 98 × 135 cm                            | musée de l'Ermitage                                                | Musée                                 |
| | La Cuisine italienne | 1760-1767                  | huile sur toile 24 × 34 cm                             | musée national de Varsovie                                         | Musée                                 |
| | Le Grand Jet d'eau de la villa Conti à Frascati                                                                                                | 1761                       | toile peinture à l'huile                               | musée des beaux-arts et d'archéologie de Besançon                  |                                       |
| | Ruines du palais des empereurs à Rome | 1761                       | toile peinture à l'huile                               | musée des beaux-arts et d'archéologie de Besançon                  |                                       |
| | L'Artiste dans son atelier | 1663-1665                  | huile sur toile 46 × 37 cm                             | musée Boijmans Van Beuningen Rotterdam                             | Musée                                 |
| | L’Escalier tournant | 1763                       | huile sur toile 40 × 84 cm                             | Musée d'art et d'histoire Luxembourg                               | Revue l'Érudit                        |
| | Escalier tournant du palais Farnèse à Caprarola                                                                                                | vers 1764                  | huile sur toile 25 × 34 cm                             | Musée du Louvre, Paris                                             | Base Atlas                            |
| | Jardin d'une village italienne | 1764                       | huile sur toile 93 × 133 cm                            | musée des beaux-arts du Canada                                     | Musée                                 |
| | Jardin italien | 1764                       | peinture à l'huile toile                               | musée des beaux-arts de Marseille                                  |                                       |
| | Pyramide de Cestius | 1765                       | huile sur toile 67 × 131 cm                            | musée de l'Ermitage, Saint-Petersbourg                             | Musée                                 |
| | Scène sur le domaine de la villa Farnese, Rome                                                                                                 | 1765s                      | peinture à l'huile panneau de bois                     | collection particulière                                            |                                       |
| | Tombe de Cecilia Metella | vers 1765                  | huile sur toile 64 × 112 cm                            | Musée de l'Ermitage, Saint-Petersbourg                             | Musée                                 |
| | Bassin entouré d'une colonnade (La Villa Giulia)                                                                                               | 1765-1767                  | huile sur toile 117 × 142 cm                           | Musée de l'Ermitage, Saint-Pétersbourg                             |                                       |
| | Le Port de Rome, orné de différents monuments d'architecture antique dit aussi Le Port de Ripetta à Rome                                       | 1766                       | huile sur toile 119 × 145 cm                           | École nationale supérieure des beaux-arts dépôt du Musée du Louvre |                                       |
| | Ruines d'un bain romain avec lavandières | après 1766                 | huile sur toile 137 × 105 cm                           | Philadelphia Museum of Art                                         | Musée                                 |
| | Paysage avec un pont de pierre | 1766                       | huile sur toile 38 × 55 cm                             | Musée de l'Ermitage, Saint-Petersbourg                             | Musée                                 |
| | Paysage | 1767s                      | peinture à l'huile bois                                | musée des beaux-arts de Strasbourg                                 |                                       |
| | Pont en ruine avec passage de personnages La Passerelle                                                                                        | 1767                       | huile sur toile 47 × 66 cm                             | musée d'art de Philadelphie                                        | Musée                                 |
| | Pavillon avec une cascade Paire avec Villa Madame près de Rome                                                                                 | vers 1767                  | huile sur toile 53 × 61 cm                             | Musée de l'Ermitage, Saint-Petersbourg                             | Musée                                 |
| | Villa Madama près de Rome paire Pavillon avec une cascade                                                                                      | 1767                       | huile sur toile 53 × 70 cm                             | musée de l'Ermitage                                                | Musée                                 |
| | La Bièvre | 1768                       | peinture à l'huile toile                               | collection particulière                                            |                                       |
| | Un garçon et son chien parmi des ruines | 1768                       | huile sur toile 38 × 46 cm                             | Collection privée Vente Sotheby's 2015                             | Catalogue Sotheby's                   |
| | La Colonnade de Saint-Pierre, Rome, pendant le conclave paire avec La Grotte de Posillipo                                                      | 1769                       | huile sur toile 56 × 47 cm                             | Cleveland Museum of Art                                            | Musée                                 |
| | La Grotte du Pausilippe paire avec La Colonnade de Saint-Pierre                                                                                | 1769                       | huile sur toile 56 × 47 cm                             | Cleveland Museum of Art                                            |                                       |
| | Passage d'un troupeau devant le Colisée et l'arc de Constantin à Rome                                                                          | 1770                       | huile sur toile 270 × 190 cm                           | Musée Calvet, Avignon                                              | Musée                                 |
| | L'École de chirurgie en construction | vers 1770                  | huile sur toile 64 × 80 cm                             | Musée Carnavalet, Paris                                            | Musée                                 |
| | Escalier d'une villa romaine | vers 1770                  | huile sur toile 340 × 280 cm                           | musée d'art du comté de Los Angeles                                | Musée                                 |
| | L'Escalier aux colonnes | vers 1770                  | huile sur toile 46 × 37 cm                             | Musée de l'Ermitage, Saint Pétersbourg                             |                                       |
| | Intérieur paysan | Début des années 1770      | huile sur panneau 40 × 28 cm                           | Musée de l'Ermitage, Saint-Petersbourg                             | Musée                                 |
| | Auprès de l'ermite | 1770-1773                  | huile sur toile 64 × 48 cm                             | Musée de l'Ermitage, Saint-Petersbourg                             | Musée                                 |
| | Paysage avec escalier et obélisque | 1770-1780                  | huile sur toile 212 × 208 cm                           | musée de l'Ermitage                                                | Musée                                 |
| | L'Incendie de Rome | vers 1771                  | huile sur toile 76 × 93 cm                             | musée d'art moderne André-Malraux Le Havre                         | Musée                                 |
| | Vue sur les jardins Borghese à Rome | 1772                       | peinture à l'huile toile                               | musée national des beaux-arts de Biélorussie                       |                                       |
| | L'Incendie de l'Hôtel-Dieu à Paris, 1772 | 1772                       | huile sur toile 145 × 109 cm                           | Nationalmuseum, Stockholm                                          | Musée                                 |
| | La Fontaine de Minerve à Rome | 1772                       | huile sur toile 50 × 70 cm                             | Musée des beaux-arts d'Angers                                      | Musée                                 |
| | Paysage décoratif avec un obélisque | 1773                       | huile sur toile 298 × 191 cm                           | Musée de l'Ermitage, Saint-Petersbourg                             | Musée                                 |
| | Paysage de parc | 1773                       | huile sur toile 276 × 243 cm                           | Alte Pinakothek, Munich                                            | Musée                                 |
| | La Découverte du Laocoon | 1773                       | huile sur toile 119 × 162 cm                           | Musée des Beaux-Arts de Virginie, Richmond                         | Musée                                 |
| | Cyprès | 1773                       | huile sur toile 300 × 75 cm                            | musée de l'Ermitage                                                | Musée                                 |
| | Le Portique d'un manoir de campagne | 1773                       | huile sur toile 205 × 123 cm                           | Metropolitan Museum of Art, New York                               | Musée                                 |
| | Paysage avec une arche et le dôme de Saint-Pierre de Rome                                                                                      | 1773                       | huile sur toile 300 × 195 cm                           | Musée de l'Ermitage, Saint-Petersbourg                             | Musée                                 |
| | Vue du château de Gaillon | 1773                       | peinture à l'huile toile                               | Palais archiépiscopal de Rouen                                     |                                       |
| | Paysage avec colonne monumentale | 1773                       | huile sur toile 300 × 74 cm                            | Musée de l'Ermitage, Saint-Petersbourg                             | Musée                                 |
| | Paysage rocheux | 1773                       | huile sur toile 300 × 193 cm                           | Musée de l'Ermitage, Saint-Petersbourg                             | Musée                                 |
| | Le Retour du troupeau | 1773–1775                  | huile sur toile 205 × 122 cm                           | Metropolitan Museum, New York                                      | Musée                                 |
| | Le Dessinateur du vase Borghese | 1775s                      |                                                        | musée des beaux-arts de Valence                                    |                                       |
| | La Passerelle | vers 1775                  | huile sur toile 59 × 47 cm                             | musée Thyssen-Bornemisza, Madrid                                   | Musée                                 |
| | Le Pont Salario | vers 1775                  | huile sur toile 91 × 121 cm                            | National Gallery of Art, Washington                                | Musée                                 |
| | La Clairière | 1775                       | peinture à l'huile toile                               | musée d'art de Cincinnati                                          |                                       |
| | Visite d'une vieille église | fin des années 1770        | huile sur panneau 26 × 21 cm                           | musée de l'Ermitage Saint-Petersbourg                              | Musée                                 |
| | La Fontaine | 1775-1778                  | huile sur toile 113 × 90 cm                            | Musée d'art Kimbell, Fort Worth                                    | Musée                                 |
| | Fontaine et colonnade dans un parc | 1775                       | huile sur toile 244 × 217 cm                           | Musées royaux des Beaux-Arts de Belgique, Bruxelles                | Musée                                 |
| | Ruines avec un obélisque dans le lointain | 1775                       | huile sur toile 160 × 104 cm                           | Musée des Beaux-Arts Pouchkine, Moscou                             | Musée                                 |
| | Lavandières dans un parc | vers 1775                  | huile sur toile 56 × 45 cm                             | Musée du Petit Palais, Paris                                       | Musée                                 |
| | Le Temple de Vesta à Tivoli et l'Arc de Janus                                                                                                  | 1775s                      | peinture à l'huile toile                               | musée Thomas-Henry                                                 |                                       |
| | Alexandre le Grand devant le tombeau d'Achille                                                                                                 | 1775s                      | peinture à l'huile toile                               | musée Lambinet                                                     |                                       |
| | Fontaine sous un portique | 1775s                      | huile sur toile 32 × 40 cm                             | département des peintures du musée du Louvre                       | Base Joconde                          |
| | Le Bosquet des Bains d’Apollon ou Abattage d'arbre à Versailles                                                                                | vers 1775                  | huile sur toile 95 × 127 cm                            | Musée Calouste Gulbenkian, Lisbonne                                | Musée                                 |
| | Le Bosquet des Bains d’Apollon | 1777                       | huile sur toile 128 × 192 cm                           | Collections du château de Versailles                               | Collection                            |
| | Les Cascatelles de Tivoli | 1776                       | huile sur toile 50 × 74 cm                             | Musée du Petit Palais, Paris                                       | Parismusées                           |
| | Caravane dans un paysage inspiré par Tivoli | 1776- 1780                 | huile sur toile                                        | Musée des Beaux-Arts de Draguignan                                 | Musée                                 |
| | Le Pont | 1776                       | huile sur toile 78 × 74 cm                             | musée Fabre, Montpellier                                           | Notice du musée Fabre.                |
| | Terrasse d’un palais à Rome | 1776                       | huile sur toile 258 × 185 cm                           | Palais des Beaux-Arts de Lille                                     | Musée                                 |
| | Intérieur rustique, La Grange | 1778                       | huile sur toile 38 × 48 cm                             | Collection particulière                                            | Institut de France                    |
| | Ruines antiques (Arc de Titus à Rome) | 1779                       | huile sur papier 33 × 25 cm                            | musée des beaux-arts de Budapest                                   | Musée                                 |
| | Ruines antiques, dit aussi Jeunes filles devant une statue de l'Abondance                                                                      | 1779                       | huile sur toile 78 × 62,4 cm                           | musée des Beaux-Arts de Lyon, dépôt du musée du Louvre             | Base Joconde                          |
| | Grande composition architecturale ou Colonnade en ruines                                                                                       | 1780                       | plume, encre et aquarelle 80 × 77 cm                   | Palais des Beaux-Arts de Lille                                     | Musée                                 |
| | Arc de triomphe en ruines avec joueurs de cartes                                                                                               | 1780                       | huile sur toile                                        | musée des Beaux-Arts de Lyon                                       | Base Joconde                          |
| | Paysage avec une arche naturelle | vers 1780                  | huile sur toile 240 × 123 cm                           | Musée de l'Ermitage Saint-Petersbourg                              | Musée                                 |
| | Paysage de montagne avec un aqueduc | vers 1780                  | huile sur toile 240 × 124 cm                           | musée de l'Ermitage, Saint-Petersbourg                             | Musée                                 |
| | Le Parc d'Ermenonville | 1780                       |                                                        |                                                                    |                                       |
| | Arc de triomphe en ruines | 1780                       | peinture à l'huile toile                               | département des peintures du musée du Louvre                       |                                       |
| | Ruines d'une terrasse dans le parc de Marly | début des années 1780      | huile sur toile 59 × 87 cm                             | Musée de l'Ermitage Saint-Petersbourg                              | Musée                                 |
| | Garde civile | 1780-1785                  | huile sur toile 61 × 45 cm                             | Musée Thyssen-Bornemisza, Madrid                                   | Musée                                 |
| | Les dénicheurs | Milieu des années 1780     | huile sur toile 50 × 42 cm                             | musée de l'Ermitage                                                | Musée                                 |
| | Le Colisée, Rome | 1780-1790                  | huile sur toile 240 × 225 cm                           | Musée du Prado, Madrid                                             | Musée                                 |
| | Un vaste paysage près de Paris | 1781                       | huile sur chêne 61 × 73 cm                             | Galerie d'art de Nouvelle-Galles du Sud, Sydney                    | Musée                                 |
| | L'Incendie de l'Opéra au Palais-Royal | vers 1781                  | huile sur toile 255 × 167 cm                           | musée des beaux-arts de Houston                                    | Musée                                 |
| | La Fin de l'incendie du théâtre de l'Opéra de Paris, deuxième salle du Palais-Royal, le 8 juin 1781                                            | 1781                       | huile sur toile 171 × 126 cm                           | Musée du Louvre, Paris                                             | Base Atlas                            |
| Hubert Robert - L'incendie de l'Opéra : vue d'une croisée de l'Académie de peinture, place du Louvre - 1781 - huile sur toile - 123,5 × 171 cm - Private collection | L'incendie de l'Opéra : vue d'une croisée de l'Académie de peinture, place du Louvre                                                           | 1781                       | huile sur toile 171 × 123,5 cm                         | Collection privée                                                  | []                                    |
| | Paysage architectural avec un canal | 1783                       | huile sur toile 129 × 182 cm                           | Musée de l'Ermitage, Saint-Petersbourg                             | Musée                                 |
| | Temple ancien : La Maison carrée à Nîmes | 1783                       | huile sur toile 102 × 143 cm                           | musée de l'Ermitage                                                | Musée                                 |
| | Fontaine de Vaucluse | 1783                       | huile sur carton marouflé sur toile 30 × 38 cm         | Musée Calvet, Avignon                                              | Musée                                 |
| | Les gorges d'Ollioules | 1783                       |                                                        | Musée des Beaux-Arts de Draguignan                                 | Musée                                 |
| | L'Atelier d'un restaurateur d'antiquités à Rome                                                                                                | 1783                       | huile sur toile 101 × 143 cm                           | Musée d'art de Toledo                                              | Musée                                 |
| | Intérieur du Temple de Diane à Nîmes | 1783                       | huile sur toile 101 × 143 cm                           | musée Thyssen-Bornemisza, Madrid                                   | Musée                                 |
| | Ruines d'un temple dorique | 1783                       | huile sur toile 129 × 182 cm                           | Musée de l'Ermitage, Saint-Petersbourg                             | Musée                                 |
| | Les Ruines de Nîmes, Orange et Saint-Rémy-de-Provence                                                                                          | 1783-1789                  | huile sur toile 117 × 174 cm                           | Gemäldegalerie (Berlin)                                            | Musée                                 |
| | La Bouche d'une grotte | 1784                       | huile sur toile 175 × 79 cm                            | Metropolitan Museum of Art                                         | Musée                                 |
| | La Fontaine Décoration de l'hôtel de David-Étienne Rouillé de l'Étang                                                                          | 1784                       | huile sur toile 232 × 141 cm                           | département des peintures du musée du Louvre                       | Base Joconde                          |
| | Le Pont rustique, Château de Méréville, France                                                                                                 | vers 1785                  | huile sur toile 65 × 53 cm                             | Minneapolis Institute of Art                                       | Musée                                 |
| | Le Baigneur | 1785-1786                  | huile sur toile 87 × 55 cm                             | Cincinnati Art Museum                                              | Musée                                 |
| | Vue du château de Chamarande | 1785                       | huile sur toile                                        | Château de Chamarande, Essonne                                     | Domaine de Chamarande                 |
| | Galeries en ruines | 1785                       | huile sur toile 139 × 93 cm                            | Musée Jacquemart-André, Paris                                      | Musée                                 |
| | La Fuite de Galatée | milieu des années 1780     | huile sur toile 50 × 42 cm                             | Musée de l'Ermitage, Saint-Petersbourg                             | Musée                                 |
| | Le Pont sur le torrent | après 1785                 | huile sur toile 416 × 616 cm                           | Collection privée Vente Blouinart                                  | Catalogue Blouinart                   |
| | Lavandière avec son chien dans un paysage | circa 1785                 | huile sur toile, 78x120 cm                             | Collection privée                                                  | catalogue vente Sothebys 30 juin 2020 |
| | La Démolition des maisons du pont Notre-Dame, en 1786                                                                                          | vers 1786                  | huile sur toile                                        | Musée Carnavalet, Paris                                            | Musée                                 |
| | Démolition des maisons du pont Notre-Dame, en 1786                                                                                             | 1786                       | huile sur toile 73 × 140 cm                            | Musée du Louvre, Paris                                             | Base Atlas                            |
| | La Démolition des maisons sur le pont Notre-Dame                                                                                               | 1786s                      | peinture à l'huile toile                               | Staatliche Kunsthalle Karlsruhe                                    |                                       |
| | Vue imaginaire de Rome avec la statue équestre de Marc-Aurèle, la colonne de Trajan et un temple                                               | 1786                       | huile sur toile 161 × 107 cm                           | Musée national de l'art occidental, Tokyo                          | Musée                                 |
| | Vue imaginaire de Rome avec le dompteur de chevaux du Monte Cavallo et une église                                                              | 1786                       | huile sur toile 161 × 107 cm                           | Musée national de l'art occidental, Tokyo                          | Musée                                 |
| | Ménestrels itinérants pour le château de Bagatelle du comte d'Artois                                                                           | après 1786                 | huile sur toile 175 × 123 cm                           | Metropolitan Museum, New York                                      | Musée                                 |
| | Le Bassin de baignade pour le château de Bagatelle du comte d'Artois                                                                           | après 1786                 | huile sur toile 175 × 124 cm                           | Metropolitan Museum, New York                                      | Musée                                 |
| | La Fontaine pour le château de Bagatelle du comte d'Artois                                                                                     | après 1786                 | huile sur toile 173 × 80 cm                            | Metropolitan Museum, New York                                      | Musée                                 |
| | La Balançoire pour le château de Bagatelle du comte d'Artois                                                                                   | après 1786                 | huile sur toile 173 × 80 cm                            | Metropolitan Museum, New York                                      | Musée                                 |
| | La Danse pour le château de Bagatelle du comte d'Artois                                                                                        | après 1786                 | huile sur toile 173 × 85 cm                            | Metropolitan Museum of Art, New York                               | Musée                                 |
| | Temple antique | 1787                       | huile sur toile 105 × 140 cm                           | Galerie nationale d'Arménie, Erevan                                | Musée                                 |
| | Incendie à Rome | 1787                       | huile sur toile 81 × 65 cm                             | Musée de l'Ermitage, Saint-Petersbourg                             | Musée                                 |
| | La Maison Carrée, les Arènes et la Tour Magne à Nîmes Série les Principaux Monuments de la France Décor d'un salon au château de Fontainebleau | 1786 salon de 1787         | huile sur toile 243 × 244 cm                           | Musée du Louvre, Paris                                             | Base Atlas                            |
| | L'Arc de triomphe et le Théâtre d'Orange Série les Principaux Monuments de la France Décor d'un salon au château de Fontainebleau              | 1786 salon de 1787         | huile sur toile 242 × 242 cm                           | Musée du Louvre, Paris                                             | Base Atlas                            |
| | Intérieur du Temple de Diane à Nîmes Série les Principaux Monuments de la France Décor d'un salon au château de Fontainebleau                  | 1786 salon de 1787         | huile sur toile 242 × 242 cm                           | Musée du Louvre, Paris                                             | Base Atlas                            |
| | Le Pont du Gard Série les Principaux Monuments de la France Décor d'un salon au château de Fontainebleau                                       | 1786 salon de 1787         | huile sur toile 242 × 242 cm                           | Musée du Louvre, Paris                                             | Base Atlas                            |
| | La Destruction d'une église (Saints Innocents)                                                                                                 | vers 1787                  | huile sur toile 87 × 69 cm                             | Musée Pouchkine, Moscou                                            | Musée                                 |
| | Le Vieux Temple | 1787-1788                  | huile sur toile 255 × 223 cm                           | Art Institute of Chicago                                           | Musée                                 |
| | L'Obélisque | 1787-1788                  | huile sur toile 256 × 223 cm                           | Art Institute of Chicago                                           | Musée                                 |
| | L'Embarcadère | 1787-1788                  | huile sur toile 255 × 223 cm                           | Art Institute of Chicago                                           | Musée                                 |
| | Les Fontaines | 1787-1788                  | huile sur toile 255 × 221 cm                           | Art Institute of Chicago                                           | Musée                                 |
| | Un temple circulaire jadis dédié à Vénus | 1788                       | huile sur toile 98 × 107 cm                            | Musée du Louvre, Paris                                             | Base Atlas                            |
| | La Démolition des maisons du Pont au Change | vers 1788                  | huile sur toile 80 × 155 cm                            | Neue Pinakothek, Munich                                            | Musée                                 |
| | Travaux de démolition des maisons du Pont-au-Change en 1788 ; en arrière-plan, la Conciergerie                                                 | 1788                       |                                                        | musée Carnavalet                                                   |                                       |
| | Démolition de maisons sur le Pont au Change à Paris                                                                                            | vers 1788                  | huile sur toile 80 × 155 cm                            | Neue Pinakothek, Munich                                            | Musée                                 |
| | Les Bergers d’Arcadie | 1789                       | huile sur toile 208 × 108 cm                           | Musée d'Art et d'Archéologie de Valence                            | Musée                                 |
| | La Bastille dans les premiers jours de sa démolition                                                                                           | 1789                       | huile sur toile 77 × 114 cm                            | Paris, Musée Carnavalet                                            | Musée                                 |
| | Dessinateur dans un paysage de ruines antiques                                                                                                 | 1789                       | huile sur toile 65 × 45 cm                             | Collection privée Vente Sothebys, janvier 2013                     | Catalogue Sotheby's                   |
| | Vue fantastique de Tivoli | 1789                       | huile sur toile 241 × 191 cm                           | Musée d'art de Saint-Louis                                         | Musée                                 |
| | La Colonne | 1789                       | huile sur toile 243 × 195 cm                           | Musée d'art de Saint-Louis                                         | Musée                                 |
| | L'Obélisque | 1789                       | huile sur toile 244 × 194 cm                           | Musée d'art de Saint-Louis                                         | Musée                                 |
| | La Ruine | 1789                       | huile sur toile 243 × 196 cm                           | musée d'art de Saint-Louis                                         | Musée                                 |
| | Paysage avec les ruines d'un temple circulaire, une statue de Vénus et un monument à Marc Aurèle                                               | 1789                       | huile sur toile 165 × 268 cm                           | Musée de l'Ermitage, Saint-Petersbourg                             | Musée                                 |
| | Les Monuments de Paris | 1789                       | peinture à l'huile toile                               | Power Corporation du Canada                                        |                                       |
| | Fête de la Fédération | 1790                       | peinture à l'huile toile                               | musée de la Révolution française                                   |                                       |
| | Fête de la Fédération au champ de Mars, 14 juillet 1790                                                                                        | 1790                       | huile sur toile 54 × 97 cm                             | Musée de l'Histoire de France (Versailles)                         | Collections du château                |
| | Vue de la cellule du baron de Besenval à la prison du Chatelet                                                                                 | 1790                       | huile sur toile 37 × 45 cm                             | Musée du Louvre, Paris                                             | Utpictura18                           |
| | Ruine habitée Paire avec la Statue oubliée | vers 1790                  | huile sur toile 40 × 30 cm                             | Musée de l'Ermitage, Saint-Petersbourg                             | Musée                                 |
| | Statue oubliée Paire avec "La Ruine Habitée"                                                                                                   | années 1790                | huile sur toile 40 × 31 cm                             | Musée de l'Ermitage, Saint-Petersbourg                             | Musée                                 |
| | Le mur de verdure | début des années 1790      | huile sur toile 192 × 87 cm                            | Musée de l'Ermitage, Saint-Petersbourg                             | Musée                                 |
| | L’Accident | début des années 1790-1804 | huile sur toile 60 × 74 cm                             | Musée Cognacq-Jay, Paris                                           | Musée                                 |
| | Vue d'une fontaine avec obélisque et ruines d'un aqueduc                                                                                       | 1790s                      |                                                        | musée national des beaux-arts de Biélorussie                       |                                       |
| | Peintres | vers 1790                  | huile sur toile 24 × 32 cm                             | Musée de l'Ermitage, Saint-Petersbourg                             | Musée                                 |
| | Ruines antiques | 1790s                      | peinture à l'huile toile                               | musée Thomas-Henry                                                 |                                       |
| | Vue du guichet du Louvre vers l'institut de France                                                                                             | vers 1790                  | huile sur toile 46 × 38 cm                             | département des peintures du musée du Louvre                       | Base Atlas                            |
| | Les Blanchisseuses | 1792                       | peinture à l'huile toile                               | musée d'art de Cincinnati                                          |                                       |
| | La Violation des caveaux des rois dans la basilique de Saint-Denis, en octobre 1793                                                            | vers 1793                  | huile sur toile 54 × 64 cm                             | Musée Carnavalet, Paris                                            | Musée                                 |
| | Le Jet d'eau | 1794                       | huile sur toile 146 × 98 cm                            | Baltimore Museum of Art                                            | Musée                                 |
| | La Récréation des prisonniers à Saint-Lazare en 1794                                                                                           | 1794                       | huile sur toile                                        | Musée Carnavalet, Paris                                            |                                       |
| | Le Ravitaillement des prisonniers à Saint-Lazare en 1794                                                                                       | 1794                       | huile sur toile                                        | Musée Carnavalet, Paris                                            |                                       |
| | La Distribution de lait à la prison Saint-Lazare                                                                                               | 1794                       | huile sur papier montée sur toile 37 × 30 cm           | collection particulière Vente Sotheby's 214                        | Catalogue Sotheby's                   |
| | Scène de Prison | 1794                       | huile sur assiette de céramique Diam : 23 cm           | musée national de l'art occidental Tokyo                           | Notice du Musée                       |
| | La Cascade : Flanc de coteau rocheux avec une paysanne et un enfant près d'une cascade et des garçons se reposant près d'un arbre foudroyé     | 1794                       | huile sur plaque octogonale en faïence Diam. 19 cm     | Collection privée Vente Sotheby's, janvier 2013                    | Catalogue Sotheby's                   |
| | Paysage avec une cascade | 1794                       | huile sur plaque octogonale en terre cuite Diam. 19 cm | collection particulière Vente Sotheby's 2013                       | Catalogue Sotheby's                   |
| | Un banquet dans les ruines d'un temple | 1795                       | huile sur toile 111 × 96 cm                            | Yale University Art Gallery, New Haven                             | Musée                                 |
| | La Grande Galerie du Louvre, entre 1794 et 1796                                                                                                | 1795s                      | peinture à l'huile toile                               | département des peintures du musée du Louvre                       | Base Rmn                              |
| | Projet d'aménagement de la Grande Galerie du Louvre                                                                                            | 1796                       | huile sur toile 115 × 145 cm                           | Musée du Louvre, Paris                                             | Base Atlas                            |
| | Vue de la grande galerie du Louvre en ruines                                                                                                   | 1796                       | huile sur toile 114 × 146 cm                           | département des peintures du musée du Louvre                       | Musée                                 |
| | Femme-peintre parmi les ruines antiques | 1796                       | aquarelle                                              | Musée de l'Ermitage, Saint-Pétersbourg                             |                                       |
| | Une galerie du Musée du Louvre | 1796 - 1799                | huile sur toile 115 × 145 cm                           | Musée du Louvre, Paris                                             | Utpictura18                           |
| | Les Blanchisseuses | 1796                       | Huile sur papier montée sur toile 60 × 42 cm           | Musée des Beaux-Arts (Boston)                                      | Musée                                 |
| | Paysage avec un moulin | 1796                       | huile sur toile 84 × 62 cm                             | musée de l'Ermitage, Saint-Petersbourg                             | Musée                                 |
| | Chaumière dans la forêt | 1796-1797                  | huile sur toile 23 × 32 cm                             | Musée de l'Ermitage, Saint-Petersbourg                             | Musée                                 |
| | Projet d'aménagement de la rotonde de Mars au Louvre vers 1797 - 1800                                                                          | 1797-1800                  | huile sur toile collée sur carton 41 × 54 cm           | département des peintures du musée du Louvre                       | Base Atlas                            |
| | Ruines antiques utilisées comme bains publics                                                                                                  | 1798                       | huile sur toile 133 × 194 cm                           | Musée de l'Ermitage, Saint-Petersbourg                             | Musée                                 |
| | Jeunes filles dansant autour d'un obélisque | 1798                       | huile sur toile 120 × 99 cm                            | Musée des beaux-arts de Montréal                                   | Notice du musée                       |
| | Intérieur d'un temple antique | 1798                       | huile sur panneau de noyer Diamètre : 54 cm            | musée des beaux-arts de Dijon                                      | Notice du Musée                       |
| | Projet d'aménagement de la Grande Galerie du Louvre, vers 1798                                                                                 | vers 1798                  | huile sur toile 33 × 42 cm                             | département des peintures du musée du Louvre                       | Base Atlas                            |
| | La Grande Galerie du Louvre en cours de restauration vers 1798, 1799                                                                           | 1799                       | huile sur toile 42 × 55 cm                             | Musée du Louvre                                                    | Musée                                 |
| | Vue d'une terrasse | 1799\|                     |                                                        | Nationalmuseum, Stockholm                                          | Musée                                 |
| | Ruines d'un temple circulaire avec l'Apollon du Belvédère                                                                                      | 1799                       | huile sur toile 288 × 139 cm                           | Nationalmuseum, Stockholm                                          | Musée                                 |
| | Allée dans un parc | 1799                       | huile sur toile 59 × 39 cm                             | Musées royaux des beaux-arts de Belgique, Bruxelles                | Musée                                 |
| | Scène architecturale avec bassin et lavandières                                                                                                | 1799                       | huile sur toile 70 × 43 in                             | musée d'art d'Indianapolis                                         | Musée                                 |
| | Le Cloître du couvent des augustiniens anglais de Notre-Dame-de-Sion, Paris                                                                    | 1800s                      | huile sur toile 130 × 105 cm                           | Norton Simon Museum                                                | Musée                                 |
| | Personnages près de la rive | 1800s                      | huile sur toile 35 × 24 cm                             | Collection privée Vente Sotheby's, janvier 2013                    | Catalogue Sotheby's                   |
| | La Chapelle de la Sorbonne avec la voûte de la nef effondrée                                                                                   | vers 1800                  | huile sur toile 137 × 104 cm                           | Musée Carnavalet, Paris                                            | Paris Musée                           |
| | Démolition de l'église Saint-Jean-en-Grève | années 1800                | huile sur toile 80 × 71 cm                             | Musée Carnavalet, Paris                                            | Musée                                 |
| | Porche de palais avec portique et caryatides                                                                                                   | 1800                       | huile sur toile 45 × 55 cm                             | musée de l'Ermitage, Saint-Petersbourg                             | Musée                                 |
| | Architecture avec figures | 1800s                      | huile sur toile 86 × 106 cm                            | Statens Museum for Kunst, Copenhague                               | Musée                                 |
| | Paysage décoratif | 1800s                      | huile sur toile 88 × 122 cm                            | Statens Museum for Kunst, Copenhague                               | Musée                                 |
| | Carrière avec un troupeau de moutons | 1800s                      | huile sur toile 43 × 55 cm                             | Statens Museum for Kunst, Copenhague                               | Musée                                 |
| | Fontaine avec lavandières | 1800s                      | huile sur toile 52 × 94 cm                             | Statens Museum for Kunst, Copenhague                               | Musée                                 |
| | La Grande Galerie | 1801-1805                  | huile sur toile 37 × 46 cm                             | département des peintures du musée du Louvre                       | Base Atlas                            |
| | Paysage avec une cascade Série de 4 peintures: Paysage avec un obélisque Paysage avec terrasse et cascade Paysage avec des ruines              | 1802                       | huile sur toile 312 × 145 cm                           | Musée de l'Ermitage, Saint-Pétersbourg                             | Musée                                 |
| | Paysage avec un obélisque Série de 4 peintures: Paysage avec une cascade Paysage avec terrasse et cascade Paysage avec des ruines              | 1802                       | huile sur toile 311 × 146 cm                           | Musée de l'Ermitage, Saint-Pétersbourg                             | Musée                                 |
| | Paysage avec terrasse et cascade Série de 4 peintures: Paysage avec une cascade Paysage avec un obélisque Paysage avec des ruines              | 1802                       | huile sur toile 312 × 148 cm                           | Musée de l'Ermitage, Saint-Pétersbourg                             | Musée                                 |
| | La Salle des Saisons au Louvre | 1802-1803                  | huile sur toile 37 × 46 cm                             | département des peintures du musée du Louvre                       | Base Atlas                            |
| | La Salle de l’Apollon du Belvédère | 1802-1803                  |                                                        | Palais de Pavlovsk, Saint-Pétersbourg                              | Bibliographie                         |
| | Les Bains d'Apollon à Versailles | 1803                       | huile sur toile 99 × 130 cm                            | Musée Carnavalet, Paris                                            | Site Parismusées                      |
| | L'Église des Feuillants en démolition | vers 1804                  | huile sur toile 160 × 128 cm                           | Musée Carnavalet, Paris                                            | Paris Musées                          |
| | Une partie de pêche | 1805s                      | huile sur panneau 58 × 120 cm                          | Collection privée Vente Sotheby's, janvier 2013                    | Catalogue Sotheby's                   |
| | Esquisse terminée de La Démolition du château de Meudon                                                                                        | 1804                       | Huile sur toile 59 × 74 cm                             | Musée du Domaine départemental de Sceaux acquis en 2016            |                                       |
| | Démolition du château de Meudon | 1806                       | huile sur toile 113 × 146 cm                           | Getty Center, Los Angeles                                          | Musée                                 |

## Dates non documentées
| Image | Titre                                                                   | Date | Technique                    | Collection                                      | Référence           |
| ----- | ----------------------------------------------------------------------- | ---- | ---------------------------- | ----------------------------------------------- | ------------------- |
|       | La Statue                                                               |      | huile sur toile 26 × 60 in   | musée d'Art d'Indianapolis                      | Musée               |
|       | Paysage au pont                                                         |      | huile sur toile 44 × 54 cm   | Fondation Bemberg Toulouse                      |                     |
|       | Bergers sous une grotte                                                 |      | huile sur toile 198 × 104 cm | Fondation Bemberg Toulouse                      |                     |
|       | Château en ruine sur un rivage                                          |      | huile sur toile 198 × 104 cm | Fondation Bemberg Toulouse                      |                     |
|       | Paysage aux grands rochers                                              |      | huile sur toile 59 × 49 cm   | Musée des Beaux-Arts de Carcassonne             |                     |
|       | Paysage fantaisie                                                       |      | huile sur toile 240 × 179 cm | Musée des Beaux-Arts de Marseille               |                     |
|       | Paysage                                                                 |      | peinture à l'huile toile     | Galeries nationales d'Écosse                    |                     |
|       | Le Temple de la Philosophie à Ermenonville                              |      | huile sur toile 93 × 116 cm  | Collection privée Vente Sotheby's, janvier 2013 | Catalogue Sotheby's |
|       | Le Tombeau de Jean-Jacques Rousseau à Ermenonville                      |      | huile sur toile 35 × 23 cm   | Collection privée Vente Sotheby's, juin 2014    | Catalogue Sotheby's |
|       | L'Embarcadère                                                           |      | huile sur toile 29 × 23 cm   | musée des Beaux-Arts de San Francisco           | Musée               |
|       | Le Théâtre d'eau dans la villa Aldobrandini                             |      | huile sur toile 56 × 76 cm   | Collection privée Vente Sotheby's, janvier 2016 | Catalogue Sotheby's |
|       | Paysage avec des ruines                                                 |      | huile sur toile 311 × 147 cm | Musée de l'Ermitage, Saint-Pétersbourg          |                     |
|       | Louis XIV devant l'aqueduc de Maintenon (Vue des aqueducs de Maintenon) |      | huile sur toile 48 × 96 cm   | Musée des Beaux-Arts, Chartres                  | Musée               |